# Otton Wiszniewski

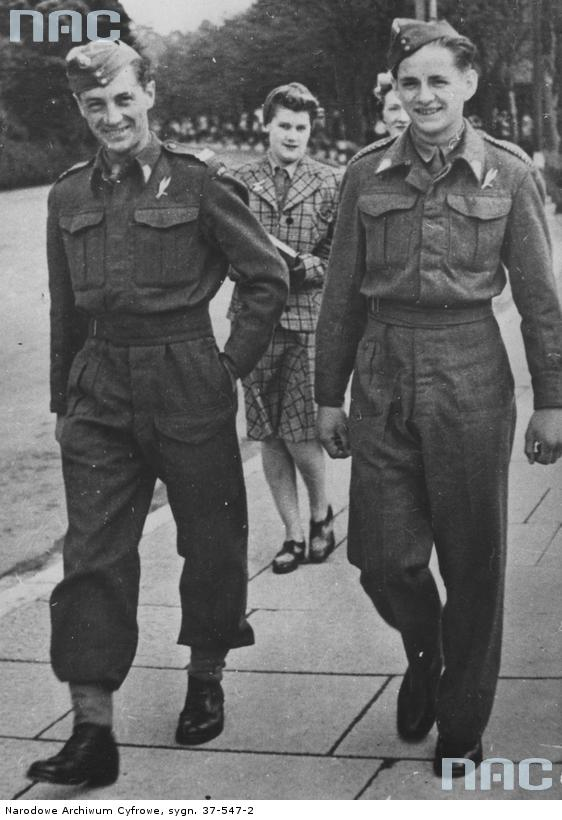
Od lewej idą: pchor. „Topola” – Otton Wiszniewski, pchor. „Smyk” – Henryk Ostrowiński

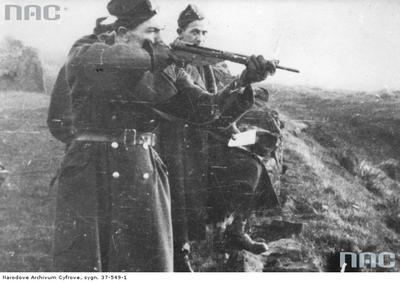
Szkolenie strzeleckie. Z pistoletem maszynowym sten por. „Czerchawa” – Jan Serafin, w głębi pchor. „Topola” – Otton Wiszniewski

Otton Wiszniewski vel Otton Powiertowski vel Otton Tapecki pseud.: Topola, Piorun (ur. 21 kwietnia 1910 w Teheranie, zm. 20 października 1977 w Warszawie) – oficer Polskich Sił Zbrojnych na Zachodzie i Armii Krajowej, kapitan piechoty, uczestnik Powstania Warszawskiego, cichociemny. Znajomość języków: niemiecki, rosyjski. Zwykły Znak Spadochronowy nr 1766, Bojowy Znak Spadochronowy nr 1647.

## Życiorys
Od roku 1920, po powrocie do Polski, mieszkał w Warszawie. Po ukończeniu 4. klasy Gimnazjum im. św. Stanisława Kostki w Warszawie w 1926 roku przeniósł się do Korpusu Kadetów w Rawiczu. Egzamin dojrzałości zdał eksternistycznie w 1932 roku w Brześciu. Od 1928 roku do wybuchu wojny pracował jako kancelista, a później jako kierownik kancelarii w Starostwie Powiatowym w Kamieniu Koszyrskim. 
W kampanii wrześniowej nie został zmobilizowany, 17 listopada przekroczył granicę polsko-węgierską, 2 stycznia 1940 roku dotarł do Francji. Wstąpił do Polskich Sił Zbrojnych, przydzielony do 3 batalionu 2 Pułku Grenadierów Wielkopolskich 1 Dywizji Grenadierów. Jako kapral brał udział w wojnie z Niemcami na terenie Francji. Od 23 czerwca przebywał w niewoli niemieckiej, osadzony w twierdzy w Belfort. Uciekł 24 lutego 1941 roku, przez nieokupowaną Francję dotarł do Hiszpanii i Portugalii. Od 1 sierpnia 1941 roku był w drodze do Gibraltaru (Wielka Brytania) wraz z późniejszymi cichociemnymi: Kazimierzem Rzepką, Ryszardem Nuszkiewiczem, Janem Serafinem. 
Na początku stycznia 1942 roku statkiem m/s Batory dotarł do Greenock (Szkocja, Wielka Brytania). Wstąpił do Polskich Sił Zbrojnych na Zachodzie pod dowództwem brytyjskim,14 marca został przydzielony do 2 Dywizjonu Artylerii Ciężkiej Przeciwlotniczej. 
Zgłosił się do służby w kraju. Został przeszkolony ze specjalnością w radiotelegrafii (łączności radiowej) na kursach specjalnych dla kandydatów dla cichociemnych, m.in. na kursie łączności (Ośrodek Wyszkoleniowy Sekcji Dyspozycyjnej, Anstruther), obserwatorów przy dowódcach batalionu, STS 37B, spadochronowym, walki konspiracyjnej, odprawowym (STS 43, Audley End). Zaprzysiężony na rotę ZWZ/AK 26 czerwca 1943 roku w Londynie przez szefa Oddziału VI (Specjalnego) Sztabu Naczelnego Wodza. Został awansowany na stopień podporucznika ze starszeństwem od 16 września 1943 roku.
Skoczył ze spadochronem do okupowanej Polski w nocy 16/17 września 1943 roku, w sezonie operacyjnym „Riposta”, w operacji lotniczej „Neon 2” dowodzonej przez kpt. naw. Antoniego Freyera, na placówkę odbiorczą „Wieszak” 105 (kryptonim polski, brytyjskie oznaczenie numerowe pinpoints), w pobliżu wsi Siodło, ok. 14 km od Mińska Mazowieckiego.Razem z nim skoczyli: ppor. mar. Norbert Gołuński ps. Bombran, kpt. mar. Bogdan Żórawski ps. Mistral, który podczas lądowania złamał kość śródstopia.
Po aklimatyzacji do realiów okupacyjnych w Warszawie, od 10 października był przydzielony jako dowódca 3 plutonu kompanii radiołączności „Kram” batalionu „Iskra” Oddziału V Łączności Komendy Głównej AK oraz zastępca dowódcy kompanii radiotelegraficznej Komendy Okręgu Warszawa AK w rejonie działania Wołomin–Otwock–Karczew–Piaseczno. M.in. w czerwcu 1944 roku pracował na radiostacji w lasach w rejonie Karczewa.
W powstaniu warszawskim był dowódcą plutonu kompanii „Radio” Komendy Okręgu Warszawskiego, następnie dowódcą radiostacji nr  265 działającej przy Moniuszki 2a, następnie przy Boduena, Złotej 7/9 (kino Helgoland), w gmachu Prudentialu i Wilczej 54. Od 8 sierpnia był dowódcą radiostacji nr 266 w Legionowie, 267 w Rembertowie i 268 w Otwocku. Walczył w Śródmieściu, został awansowany na stopień porucznika 15 sierpnia 1944 roku. Na rozkaz opuścił Warszawę przed kapitulacją powstania.
Pozostał w konspiracji, działał w Delegaturze Sił Zbrojnych. W maju 1945 roku został aresztowany przez UB, po amnestii został zwolniony 30 września, następnie był szykanowany i nakłaniany do współpracy.
Od czerwca 1946 roku pracował jako kierownik referatu ogólnego w Starostwie Powiatowym w Ostródzie, następnie jako sekretarz Zarządu Miejskiego w Braniewie (sekretarz zarządu), później był kierownikiem Zarządu Nieruchomościami Miejskimi. Od 1 kwietnia 1950 roku pracował w Przedsiębiorstwie Budownictwa Miejskiego „Miastoprojekt” w Warszawie, od 2 maja 1952 roku pracował jako starszy asystent w zespole kosztorysów budowlanych w Biurze Projektów Typowych i Studiów Budownictwa Miejskiego w Warszawie. Od kwietnia 1958roku był starszym magazynierem i kierownikiem bazy materiałowej na budowie Huty „Warszawa” w Warszawskim Przedsiębiorstwie Budowy Pieców Przemysłowych. 
Od 1 lipca 1967 roku przebywał na rencie. Zmarł 20 października 1977 roku w Warszawie i został pochowany na cmentarzu Powązki Wojskowe w Warszawie (kwatera CII28-14-9).

## Awanse
- kapral – 1940
- podchorąży rezerwy – 17 kwietnia 1943 roku
- podporucznik – ze starszeństwem od 16 września 1943 roku
- porucznik – 15 sierpnia 1944 roku[7] (albo 1 stycznia 1945 roku[8]).

## Odznaczenia
- Krzyż Srebrny Orderu Virtuti Militari –14 lipca 1944 roku
- Krzyż Walecznych.

## Życie rodzinne
Był synem Michała, urzędnika, i Janiny z domu Tokarskiej. W 1945 roku ożenił się z Ireną Kołakowską (1913–1974). Mieli trzy córki: Joannę (ur. w 1946 roku), zamężną Brejnak, Marię (ur. w 1947 roku), zamężną Mazgajską, i Katarzynę Annę (ur. w 1956 roku), zamężną Nowicką.